# Dichaetomyia canivitta
Dichaetomyia canivitta este o specie de muște din genul Dichaetomyia, familia Muscidae. A fost descrisă pentru prima dată de Walker în anul 1858. Conform Catalogue of Life specia Dichaetomyia canivitta nu are subspecii cunoscute.